# Шувалов, Андрей Михайлович
Андре́й Миха́йлович Шува́лов (род. 8 января 1965, Идрица, Псковская область) — советский фехтовальщик, трёхкратный бронзовый призёр Олимпийских игр. Заслуженный мастер спорта СССР (1991).

## Карьера
На Олимпиаде в Сеуле выиграл бронзовую медаль в индивидуальной шпаге и командной вместе с Павлом Колобковым, Владимиром Резниченко, Михаилом Тишко и Игорем Тихомировым. На следующих Играх Объединённая команда, представленная Павлом Колобковым, Сергеем Кравчуком, Сергеем Костаревым, Валерием Захаревичем и Андреем Шуваловым вновь выиграла бронзу. В индивидуальном первенстве стал 11-м.
В настоящее время возглавляет мужскую сборную России по фехтованию на шпаге.